# Роєвич Дем'ян
Дем'я́н Роє́вич  (? — †1708) — жовківський маляр, іконописець.
У 1663 році купив будинок на вулиці Широкій у Жовкві. 1673 року обраний на посаду лавника до магістрату Жовкви. У 1669 році за реставрацію французької карети отримав від коронного гетьмана Яна Собеського 90 золотих. 1679 року отримав 210 злотих за написання картин для альтанки та палацу на Гараю. Розписував стелі у Жовківському замку, створив золоті рами для батальних полотен у костелі святого Лаврентія. Пізніше оформлював Гроб Господнень у жіночому домініканському монастирі в Жовкві.
Автор ікони «Народження Марії» (1666) — храмового образу з церкви у селі Боброїди), а також, імовірно, всього її іконостасу. Також його пензлю належать «Старозавітна трійця» (1667) та «Іван Предтеча», що зберігаються у Національному музеї у Львові.
Мав сина Івана, який 1686 року навчався в художній школі при резиденції Яна ІІІ у Варшаві, а також розписував печі у замкових кімнатах.